# 965 в Україні
965 в Україні — це перелік головних подій, що відбулись у 965 році на території сучасних українських земель.

## Події
- Східний похід Святослава Ігоровича, київський князь вирушив у похід на хозарів. Навесні він відправив хозарському кагану своє знамените історичне послання: «Йду на ви!». Війська Святослава захопили столицю Хозарського каганату Саркел.
- Війська Святослава здобули перемогу над північнокавказькими племенами ясів та касогів[1].